# Atlético Varyná Club de Fútbol
Atlético Varyná Club de Fútbol é um clube de futebol da Venezuela. Atualmente participa da 2ª Divisão do Campeonato Venezuelano de Futebol.